# M-3 (каска)
M-3 Aircrew Helmet — стальной шлем для экипажей авиатехники ВВС США.

## История
Разработка стального шлема для лётчиков ВВС США (обеспечивавшего возможность ношения стандартных защитных очков, использования наушников и кислородной маски) началась 9 августа 1943 года. Контракт на их разработку и выпуск был подписан с фирмой «McCord Radiator and Manufacturing Company» из города Детройт (штат Мичиган), которая уже изготавливала общевойсковые каски М1.
30 сентября 1943 года был изготовлен первый прототип шлема (на этапе испытаний имевший наименование Т-2), после завершения испытаний предсерийных образцов в декабре 1943 года он был официально принят на вооружение ВВС США под наименованием М-3.
Серийный выпуск М-3 начался ещё до официального принятия на вооружение, всего в 1943 году было выпущено 2613 шт., в 1944 году — 166 540 шт., в 1945 году — 44 390 шт..
В ходе эксплуатации шлемов в осенне-зимний период было установлено, что шлемы М-3 не полностью отвечают требованиям лётчиков. В результате, были разработаны варианты М-4 и М4А2. Однако уже в ноябре 1943 года началась разработка шлема улучшенной конструкции. В январе 1945 года образец шлема Т-8 был официально принят на вооружение под наименованием М-5.
После окончания второй мировой войны началось сокращение вооружённых сил США до уровня мирного времени, и часть избыточной авиатехники и иного имущества ВВС США (в том числе, защитные шлемы) были переданы странам-союзникам США.

## Описание
Шлем представляет собой общевойсковую каску М1 обр. 1941 года без подшлемника (поскольку каска надевается поверх стандартного кожаного противоударного лётного шлема), на висках которой сделаны полукруглые вырезы (для возможности использовать наушники), прикрытые сдвижными металлическими пластинами (закрепленными на шарнирных петлях).
М-3 изготовлен из листовой стали Гадфильда, окрашен с обеих сторон в оливково-зелёный цвет и снабжен стандартным подбородочным ремешком № 3 (chin strap No.3). Масса М-3 составляет 1390 грамм.

## Варианты и модификации
- M-3 Aircrew Helmet — первая модель[1]
- M-4 Aircrew Helmet — вторая модель (М-3, обтянутый тканью и с регулируемым по длине подбородочным ремешком). Разработан по заказу командования 8-й воздушной армии США, на стадии разработки и испытаний имел условное название Т-3, принят на вооружение 2 декабря 1943 года под названием М-4[1]
- M-4A2 Aircrew Helmet — стандартизованный вариант М-4 для ВВС США[1]
- M-5 Aircrew Helmet — улучшенный шлем образца 1945 года. Всего с начала производства в январе 1945 до августа 1945 года было выпущено 93 195 шт.[1]